# Hygiene Austria
Die Hygiene Austria LP GmbH ist ein österreichisches Unternehmen mit Sitz in Wien, das 2020 zu Beginn der COVID-19-Pandemie in Österreich zur Produktion von Mund-Nasen-Schutzmasken und FFP2-Atemschutzmasken gegründet wurde. Es handelte sich um Joint Venture von der Lenzing AG mit der Palmers Textil AG – im Logo der Hygiene Austria findet sich entsprechend „LP“ und „20“.
Anfang März 2021 wurde bekannt, dass es am Produktionsstandort in Wiener Neudorf sowie in der Zentrale in Wien zu Hausdurchsuchungen aufgrund des Verdachtes der organisierten Schwarzarbeit sowie des schweren gewerbsmäßigen Betruges gekommen ist. Seit April 2021 ist der Textilhersteller Palmers alleinige Eigentümerin des Unternehmens. Im Jänner 2024 meldete Hygiene Austria Insolvenz an, am Landesgericht Wiener Neustadt wurde ein Sanierungsverfahren ohne Eigenverwaltung eröffnet.

## Geschichte
Die Gesellschaft wurde am 12. März 2020 ins Firmenbuch eingetragen, im April erfolgte die Umfirmierung in die heutige Bezeichnung. Ziel des Zusammenschlusses zwischen dem österreichischen Faserproduzenten Lenzing AG, welcher 50,1 % der Anteile hielt, sowie dem Textilkonzern Palmers, welcher die restlichen 49,9 % der Anteile innehatte, war die gemeinsame Herstellung sowie der Vertrieb der damals aufgrund der COVID-19-Pandemie stark nachgefragten Mund-Nasen-Schutzmasken (OP-Masken) sowie in weiterer Folge von FFP2-Halb-Atemschutzmasken. 
Die Investitionen lagen laut Angabe der Unternehmen bei mehreren Millionen Euro. Die Lenzing AG war für Wartung der Maschinen sowie die Beschaffung der Rohstoffe, die Palmers AG für die Produktion und den Vertrieb zuständig.
Die Produktion startete Ende April 2020, im August gab das Unternehmen bekannt, monatlich eine Anzahl von 12 Millionen Stück Mund-Nasen-Schutzmasken zu produzieren. Ab Juli 2020 war der Kauf der Masken auch über einen Onlineshop möglich. Nach der Genehmigung durch Bundeswettbewerbsbehörde hat die Miteigentümergesellschaft Lenzing AG Anfang März 2021 durch eine Änderung des Gesellschaftsvertrages die alleinige Kontrolle über das Unternehmen übernommen.
Anfang April 2021 übergab die Lenzing ihre Anteile des Joint Ventures an die Palmers Textil. Um den „gründungskonformen Fortbestand“ der Hygiene Austria LP zu gewährleisten, wurde seitens der Lenzing vorerst auf einen der Anteilsgröße entsprechenden Kaufpreis verzichtet. Weiters wurde die Geschäftsführung mit Claudia Witzemann und Michael Schleiss neu besetzt.  Im Jänner 2024 meldete Hygiene Austria Insolvenz an, am Landesgericht Wiener Neustadt wurde ein Sanierungsverfahren ohne Eigenverwaltung eröffnet.

## Betrugsvorwürfe
Die Maskenaffäre rund um die FFP2-Masken der Hygiene Austria geht auf einen Zufallsfund vom 2. März 2021 zurück, als Beamte des Kriminalamts und der Finanzpolizei die Werkshalle in Wiener Neudorf inspizierten und im Keller auf 40 Arbeiter stießen, die mit der Umetikettierung von Masken „Made in China“ auf österreichische Herkunft beschäftigt waren. Ursprünglicher Grund der Durchsuchung war der Verdacht des Betrugs und von Schwarzarbeit. 
Es folgten mehrstündige Hausdurchsuchungen im Auftrag der Wirtschafts- und Korruptionsstaatsanwaltschaft am Sitz des Unternehmens in Wien sowie am Produktionsstandort in Wiener Neudorf. Die mit dem Umpacken beauftragten Personen sollen ohne Anmeldung bei der Österreichischen Gesundheitskasse beschäftigt gewesen sein, daher besteht auch der Verdacht der organisierten Schwarzarbeit. 
Die Hygiene Austria bestätigte nach der Hausdurchsuchung, bei Nachfragespitzen Lohnfabrikanten aus China mit der Produktion beauftragt zu haben. Viele Unternehmen, welche zuvor Masken von der Hygiene Austria gekauft hatten, stellten die Zusammenarbeit daraufhin ein, stoppten den weiteren Handel mit den Masken und prüften Schadenersatzansprüche, so z. B. die Handelsunternehmen Spar und Rewe oder die Bundesbeschaffung GmbH.
Das Vorgehen des Unternehmens, in China produzierte Masken als Made in Austria zu vermarkten, ist nach derzeitiger Gesetzeslage in Österreich nicht strafbar. Laut dem Verein für Konsumenteninformation (VKI) gibt es weder ein Gesetz noch klare Vorgaben die die Verwendung des Labels Made in Austria regeln. 
Anfang März 2021 prüfte der VKI die Möglichkeit einer Klage auf Unterlassung, da die Bezeichnung eine kundenirreführende Angabe sei. Beispielhaft wurden Entscheidungen deutscher Gerichte angeführt, welche in ähnlichen Verfahren die Entscheidung daran festmachten, an welchem Ort wesentliche Herstellungsschritte des Produktes erfolgten. Im selben Monat wurde die Klage im Auftrag des Sozialministeriums eingereicht.
Weitere Brisanz erlangten die Vorfälle dadurch, dass dem Unternehmen eine gewisse Verbindung zur Bundesregierung nachgesagt wird. Die Schwägerin des Geschäftsführers Tino Wieser ist Büroleiterin von Sebastian Kurz und der Ehemann der Schwägerin ist ein Vorstandsmitglied der Palmers Textil AG. 
Hygiene Austria war im November 2020 als einziges Unternehmen in Vorgespräche zur Regierungsinitiative „65+“ (Gratisverteilung von FFP2-Masken an jene Altersgruppe) eingebunden, kam jedoch bei der Auftragsvergabe aufgrund seines deutlich teureren Angebotes nicht zum Zug. Die Unstimmigkeiten bei dem einstigen Vorzeigebetrieb zogen politische Turbulenzen nach sich.
Nach dem Vorwurf, zu wenig Einblick in Geschäftsunterlagen, die alle bei Palmers in Wien liegen, zu bekommen, zog sich Lenzing am 8. März aus der Geschäftsführung zurück und zog alle Manager ab. Lenzing soll nunmehr durch einen Wirtschaftstreuhänder vertreten werden.

In einem Radiointerview mit Ö1 am 9. März 2021 gab der damalige Geschäftsführer Tino Wieser auf die Frage nach der Menge der nicht in Österreich produzierten Masken an, dass im Unternehmen gerade Inventur durchgeführt werde und man daher nicht sagen könne, wie hoch der Anteil der zugekauften Masken tatsächlich ist. Die Menge der zugekauften Masken solle aber „überraschend klein“ sein. Zur Qualität der Masken gab Wieser an, dass diese eine „Filtrationsleistung von über 99 Prozent“ aufweisen und wies Aussagen über angebliche, aufgrund von Qualitätsmängeln nicht bestandenen Vorprüfungen als unwahr zurück. 
Weiters sei die CE-Zertifizierung der Masken in Ungarn durchgeführt worden, weil die Wartefrist für das benötigte Gutachten in Österreich oder Deutschland zu lang gewesen sei. Ebenso wies er sämtliche Anschuldigungen im Bezug auf Scheinfirmen und Schwarzarbeit zurück und bezeichnete die Anschuldigungen diesbezüglich als „vollkommenen Blödsinn“. 
Bezüglich des Vorwurfes der Kundentäuschung mit umetikettierten Masken gab Wieser an, dass er der Meinung gewesen sei, dass der Besitz des „Baumuster Know-hows“ für eine Markierung als Made in Austria ausreiche.

### Maskenprüfung und -qualität
Die von der Hygiene Austria produzierten Masken wurden von der ungarischen Prüfstelle GÉPTESZT Termelőeszközöket Felülvizsgáló és Karbantartó Kft. überprüft, welche ihren Sitz in Budapest hat. Diese Masken tragen die CE-Kennzeichnung mit der Nummer der ungarischen Prüfstelle: CE 2233.

Die Masken aus chinesischer Produktion wurden durch das Schweizer Unternehmen SGS überprüft. Auf diese Masken ist ebenfalls die ungarische CE-Kennzeichnung aufgedruckt.
Laut Johannes Vetter, einem Unternehmenssprecher der Lenzing AG, gebe es in Hinblick auf die Qualität zwischen den chinesischen und den österreichischen Masken „kein(en) Unterschied“. Das Problem sei das „falsche Versprechen“ gewesen unter dem die chinesischen Masken verkauft wurden.
Lange Zeit war unklar, wie groß der Anteil der chinesischen Masken an der Gesamtmenge tatsächlich sei. Erst zu Beginn des Jahres 2022 werden dazu Zahlen bekannt. Danach sollen acht Millionen FFP2-Masken aus China bei einer Gesamtmenge von 110 Millionen Masken, was einer Menge von etwa sieben Prozent entspricht.

### Steuerhinterziehung
Hygiene Austria und Palmers wird auch im Zusammenhang mit dem Import von 37 Millionen FFP2-Masken aus China vorgeworfen, „fortgesetzte Steuerhinterziehung in großem Ausmaß unter Verwendung nachgemachter oder verfälschter Belege“ begangen zu haben. Mindestens 693.000 Euro an Zoll und Einfuhrumsatzsteuer soll Palmers hinterzogen haben. Palmers und die Hygiene Austria weisen diese Vorwürfe zurück.

## Klagen der Arbeiterkammer
Die Arbeiterkammer (AK) strengte 100 Klagen gegen Palmers an und hat (Stand 10. September 2021) 40 Zahlungsbefehle erwirkt. Die AK versucht nachzuweisen, dass Palmers von Anfang an hat wissen müssen, dass sich die Produktion von Masken nicht kommerziell rechnen konnte. Eine der involvierten Leiharbeitsfirmen ist insolvent. Die AK befürchtet die Insolvenz weiterer dieser Leiharbeitsfirmen.